# Pierre Savorgnan de Brazza
Pierre Savorgnan de Brazza (nume la naștere Pietro Paolo Savorgnan di Brazzà; n. 26 ianuarie 1852, Roma, Statele Papale – d. 14 septembrie 1905, Dakar, Senegal), cunoscut ulterior sub numele de Pierre Paul François Camille Savorgnan de Brazza, a fost un explorator și ofițer de marină italian, naturalizat francez. Cu sprijinul Societății de Geografie din Paris (Société de Géographie de Paris), a explorat și a deschis pentru Franța o cale de comunicație de-a lungul malului drept al fluviului Congo, care în cele din urmă a dus la înființarea coloniilor franceze din Africa Centrală. Îi era caracteristic un mod de abordare pacifist în relațiile cu șefii de trib africani, fiind ajutat și de aspectul său fizic plăcut și de manierele alese. În timpul dominației coloniale franceze, capitala coloniei Congo Francez a fost numită în onoarea sa Brazzaville, nume păstrat până în prezent (capitala Republicii Congo).

## Primii ani

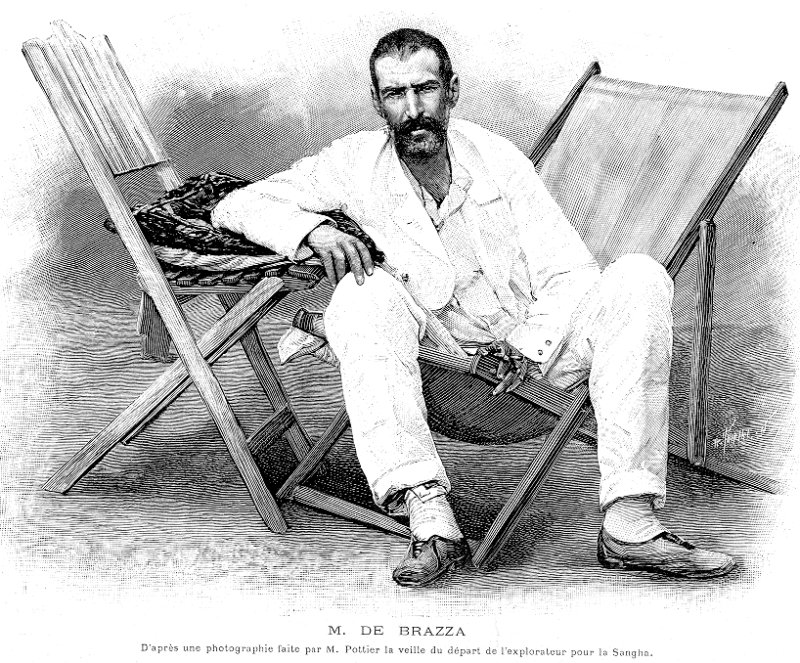
Pierre Savorgnan de Brazza - desen din 1895

Născut la Castel Gandolfo în Statele Papale, în apropiere de Roma, Pietro Savorgnan di Brazzà era al șaptelea fiu al contelui Ascanio Savorgnan di Brazzà, un nobil din Udine și al soției acestuia, Giacinta Simonetti. Contele avea relații bune și în înalta societate din Franța, fiind prieten cu amiralul Louis de Montaignac, ministrul marinei militare franceze. Datorită acestor relații, fiul său, Pietro, care era interesat de explorări geografice încă din copilărie, a fost admis la Școala Navală din Brest, Franța. A absolvit această școală militară cu gradul de sublocotenent. Apoi, a navigat pe nava militară franceză Jeanne d'Arc, inclusiv în expediția din Algeria, unde a luat parte la reprimarea revoltei kabililor conduși de Cheikh Mokrani.
În 1870, când a izbucnit Războiul franco-german, a cerut să fie repartizat la o unitate combatantă, solicitând cu această ocazie și naturalizarea franceză. A fost înrolat pe cuirasatul La Revanche, într-una din escadrele de la Marea Nordului.

## Explorările din Africa
Pierre Savorgnan de Brazza a luat pentru prima oară contact cu Africa în 1872, în timp ce naviga pe o navă militară franceză aflată în misiune de patrulare și capturare a navelor ce făceau comerț cu sclavi în largul coastelor Gabonului.
În 1874, De Brazza a făcut două călătorii în interiorul Africii, pe văile râurilor Gabon și Ogooué. Apoi, el a propus guvernului francez organizarea unei expediții în scopul explorării râului Ogooué (cel mai important curs de apă din Gabon, având o lungime de circa 1200 km) până la izvoarele acestuia. Cu ajutorul unor prieteni sus-puși (Jules Ferry⁠(en)[traduceți] și Léon Gambetta, a obținut o finanțare parțială a expediției, restul provenind din propriul buzunar (conform documentelor, familia Brazza a contribuit la primele două expediții ale exploratorului cu o sumă de un milion de franci elvețieni, în timp ce guvernul francez a dat doar 200.000 de franci). Între timp, îi fusese acordată definitiv cetățenia franceză (1874), ocazie cu care a adoptat ortografia franceză pentru numele său (Pierre Savorgnan de Brazza, în loc de Pietro Savorgnan di Brazzà).
La această expediție, care s-a desfășurat în perioada 1875-1878, au mai participat Noel Ballay (medic), Alfred Marche (naturalist), treisprezece senegalezi din trupele coloniale și patru interpreți locali. Aveau la ei țesături din bumbac pentru barter cu indigenii. Expediția a fost un succes, îndeplinindu-se scopurile propuse. La întoarcerea la Paris, De Brazza a fost admirat ca o celebritate în presa franceză și a fost curtat de elita politică franceză, care îl considera ca omul potrivit pentru ambițiile imperialiste ale Franței în Africa.
Autoritățile franceze au considerat expediția din 1875-1878 ca pe un succes pentru sistemul lor colonial, aflat în plină expansiune și au autorizat o a doua misiune, care a fost efectuată între 1879-1882. Scopul declarat era acela de a se continua explorarea bazinului fluviului Congo, dar se punea și problema prevenirii ocupării în întregime a zonei respective de către Belgia. În cadrul acestei expediții a fost explorată valea superioară a râului Ogooué, precum și bazinul râului Lefini⁠(en)[traduceți]. Cu această ocazie, De Brazza i-a propus căpeteniei locale Illoh Makoko de Batekes ca el și teritoriul pe care trăiau supușii acestuia să treacă sub protectoratul Franței. Makoko, interesat de posibilitatea dezvoltării comerțului și de dobândirea unui avantaj față de rivalii săi, a acceptat și a semnat un tratat. De asemenea, Makoko a permis înființarea unui avanpost colonial francez la Nkuna, pe fluviul Congo, nucleu care ulterior s-a dezvoltat și a devenit actualul oraș Brazzaville. După plecarea lui De Brazza, avanpostul era condus de câțiva soldați coloniali senegalezi aflați sub comanda sergentului Malamine Camara, a cărui competență și inventivitate îl impresionase pe De Brazza în timpul lungii călătorii de la coasta Atlanticului până în interiorul continentului african. În timpul aceleiași expediții, De Brazza a reușit să descopere izvoarele râului Ogooué, care fusese una din țintele expediției sale anterioare. Tot atunci, el l-a întâlnit pe exploratorul britanic Henry Morton Stanley, în apropiere de Vivi, dar nu l-a informat pe acesta despre tratatul semnat cu Makoko; abia peste câteva luni Stanley și-a dat seama că fusese depășit în „cursa” de explorare a Africii Centrale pe care o efectua la cererea de sponsorului său, regele Leopold al II-lea al Belgiei. De Brazza a fost din nou sărbătorit în Franța pentru eforturile sale. Presa vremii l-a numit le conquérant pacifique, „cuceritorul pașnic”, pentru succesul său în asigurarea expansiunii imperialiste franceze fără război.
În 1883, De Brazza a fost numit guvernator general al coloniei Congo Francez. A fost însă demis în 1897 din cauza veniturilor prea mici obținute de Franța din această colonie, dar și din cauza rapoartelor care semnalizau că el este „prea bun” cu nativii africani. La rândul său, De Brazza a devenit oarecum deziluzionat din cauza practicilor abuzive și represive ale companiilor coloniale concesionare.
În 1905, au ajuns la Paris zvonuri despre injustiția, munca forțată și brutalitatea din Congo, care aveau loc din cauza noilor companii de concesiune înființate de către Oficiul colonial francez, sub abordarea de tip laissez-faire a noului guvernator, Émile Gentil. De Brazza a fost trimis pentru a investiga aceste fapte. Raportul întocmit de el, în ciuda multor obstacole plasate în calea sa, a fost revelator și condamna modul brutal de conducere a coloniei. Totuși, atunci când adjunctul lui De Brazza, Félicien Challaye, a înaintat acest raport Adunării Naționale a Franței, raportul nu a mai fost pus pe ordinea de zi, fiind considerat prea jenant pentru autoritățile coloniale.

## Viața personală
Pierre Savorgnan de Brazza a fost căsătorit cu Thérèse de Chambrun, Pierre de Chambrun⁠(fr)[traduceți] și Charles de Chambrun⁠(fr)[traduceți] fiind deci cumnații săi. De asemenea, René de Chambrun⁠(fr)[traduceți], ginerele prim-ministrului Regimului de la Vichy, Pierre Laval⁠(en)[traduceți], a fost nepotul lui.
De Brazza a devenit francmason, fiind inițiat la „Loja Alsacia-Lorena” din Paris, pe 26 iunie 1888.

## Decesul
Ultima călătorie efectuată în Congo a avut un impact fizic dur asupra lui De Brazza, și pe drumul de întoarcere spre Dakar a murit de dizenterie și febră (deși există zvonuri că ar fi fost otrăvit), la 14 septembrie 1905. Trupul său a fost repatriat în Franța și i s-au organizat funeralii naționale la bazilica Sainte-Clotilde, Paris⁠(en)[traduceți], înainte de a fi înhumat la cimitirul Père-Lachaise.
Ulterior, văduva lui, Thérèse de Chambrun, nemulțumită de comportamentul politicienilor francezi față de memoria soțului ei, a exhumat corpul lui De Brazza și l-a reînhumat la Alger (capitala de azi a Algeriei). În epitaful de pe mormântul lui din Alger se spune: une mémoire pure de sang humain („o amintire nepătată de sânge omenesc”).

## In memoriam
În februarie 2005, președinții a trei state: Nguesso (Congo Francez, Ondimba (Gabon) și Jacques Chirac (Franța), s-au reunit în cadrul unei ceremonii desfășurate la Brazzaville  pentru a pune piatra de temelie a unui memorial pentru Pierre Savorgnan de Brazza, un mausoleu construit din marmură italiană. La 30 septembrie 2006, rămășițele lui De Brazza au fost exhumate din Alger, împreună cu cele ale soției sale și ale celor patru copii ai lor și au fost depuse în noul mausoleu din Brazzaville.